# Victor Coroller
Victor Coroller (* 29. Januar 1997 in Rennes) ist ein französischer Hürdenläufer, der sich auf die 400-Meter-Distanz spezialisiert hat.

## Sportliche Laufbahn und Leben
Erste internationale Erfahrungen sammelte Victor Coroller beim Europäischen Olympischen Jugendfestival (EYOF) 2013 in Utrecht, bei dem er in 52,85 s die Goldmedaille im 400-Meter-Hürdenlauf gewann und auch mit der französischen 4-mal-100-Meter-Staffel in 42,33 s siegte. Im Jahr darauf nahm er an den Olympischen Jugendspielen in Nanjing teil und gewann dort in 51,19 s die Bronzemedaille. 2015 siegte er dann in 50,53 s bei den Junioreneuropameisterschaften in Eskilstuna und wurde mit der 4-mal-400-Meter-Staffel disqualifiziert. Im Jahr darauf erreichte er bei den U20-Weltmeisterschaften in Bydgoszcz das Halbfinale über die Hürden und schied dort mit 51,35 s aus. 2017 wurde er bei den U23-Europameisterschaften ebendort in 49,96 s Vierter über die Hürden und gewann mit der 4-mal-400-Meter-Staffel in 3:05,24 min die Bronzemedaille hinter den Teams aus dem Vereinigten Königreich und Polen. Anschließend gelangte er bei den Weltmeisterschaften in London bis in das Halbfinale im Hürdenlauf, in dem er mit 55,69 s ausschied. Auch bei den Europameisterschaften 2018 in Berlin schied er mit 49,34 s im Halbfinale aus, wie auch bei den U23-Europameisterschaften im Jahr darauf in Gävle mit 50,89 s. Bei den World Athletics Relays 2021 im polnischen Chorzów belegte er in 3:06,16 min den siebten Platz in der 4-mal-400-Meter-Staffel. 2022 belegte er bei den Europameisterschaften in München in 50,46 s den achten Platz über 400 m Hürden.
2023 gewann er bei den Halleneuropameisterschaften in Istanbul in 3:06,52 min gemeinsam mit Gilles Biron, Téo Andant und Muhammad Kounta die Silbermedaille in der 4-mal-400-Meter-Staffel hinter dem belgischen Team.

## Persönliche Bestleistungen
- 400 Meter: 47,07 s, 28. Juli 2022 in Bellinzona
  - 400 Meter (Halle): 47,01 s, 11. Februar 2023 in Metz
- 400 m Hürden: 49,11 s, 3. Juli 2022 in La Chaux-de-Fonds